# La Loi des gangsters
Pour plus de détails, voir Fiche technique et Distribution.
La Loi des gangsters (La legge dei gangsters) est un poliziottesco italien de Siro Marcellini sorti en 1969.

## Synopsis
Rino Quintero est un chef de la pègre qui vient d'être libéré de prison. Avec le receleur Fulvio Rigani et sa femme Maide, il planifie un braquage de banque à Gênes. Pour mener à bien cette mission, Rino engage deux jeunes voleurs de bijoux, Franco et Renato, et un immigré au chômage, Bruno Maineri. Ranier, un Français qui exige trente pour cent du butin, est contacté pour financer l'entreprise.

## Fiche technique
- Titre français : La Loi des gangsters ou Les tueurs sont dans la ville[1]
- Titre original italien : La legge dei gangsters[2],[3]
- Réalisation : Siro Marcellini assisté de Franco Brocani
- Scénario : Siro Marcellini, Piero Regnoli
- Photographie : Silvio Fraschetti
- Montage : Vincenzo Vanni
- Musique : Piero Umiliani
- Production : Roberto Loyola
- Sociétés de production : Roberto Loyola Cinematografica
- Pays de production :  Italie
- Langue originale : italien
- Format : Couleur - 2,35:1 - Son mono - 35 mm
- Durée : 95 minutes
- Genre : Poliziottesco
- Dates de sortie :
  - Italie : 8 août 1969
  - France : 17 février 1971[1]

## Distribution
- Klaus Kinski : Ranier
- Franco Citti : Bruno Esposito
- Hélène Chanel : Comtesse Elena Villani
- Maurice Poli : Rino Quintero
- Nello Pazzafini : conducteur
- Max Delys : Renato
- Susy Andersen : Mayde
- Aurora Bautista : l'amie de Renato
- Samy Pavel : Franco
- Micaela Pignatelli : Rosy
- Donatella Turri : la maîtresse de Rigani
- Aldo Cecconi : Fulvio Rigani
- Giancarlo Sisti : Nando
- Sergio Mioni : Luigi
- Luciano Mancini : Luciano
- Gino Bardellini : commissaire

## Accueil
Sorti dans les salles italiennes le 8 août 1969, le film a rapporté un total de 140 995 000 lires de l'époque.